# Vidno polje
Vidno polje je dio prostora koji jedno oko zamjećuje dok je pogled usmjeren u jednu točku. Kut između odabrane i rubne (periferne) točke iznosi prema nosu i prema gore do 60°, prema dolje 70°, a postrance 100°. Cjelokupno vidno polje obaju očiju ovisi o njihovu anatomskom položaju u glavi i o fizičkom stanju. Vidno polje se smanjuje kod umora (normalno smanjenje) kao i kod oštećenja vidnoga živca, tumora i drugog (abnormalno smanjenje).

## Vidni kut
Vidni kut je kut što ga zatvaraju svjetlosne zrake koje u oko dopiru s dviju rubnih točaka promatranoga predmeta. Na primjer krug promjera 10 milimetara na udaljenosti 1 metar vidi se pod istim (0,57°) vidnim kutom kao krug promjera 20 milimetara na udaljenosti 2 metra. Promjena vidnoga kuta može se postići korištenjem povećala, mikroskopa, dalekozora i drugog. Tada slika predmeta zbog loma (refrakcija) ili odbijanja svjetlosti zauzima veće područje vidnoga polja te tako slika predmeta izgleda veća, odnosno predmet bliži.

## Vidno polje u psihološkim testovima
Pojam vidno polje se ponekad koristi kao sinonim za polje vida, premda ne označava istu stvar. Vidno polje je "niz vidnih podražaja dovoljnih za percepciju u psihološkim testovima" (), dok se polje vida "odnosi na fizičke objekte i izvore svjetla u vanjskom svijetu koji podražuju retinu". Drugim riječima, polje vida je sve što (u danom trenutku) uzrokuje padanje svjetla na retinu. Ovaj podražaj obrađuje sustav vida što rezultira vidnim poljem.

### Normalne granice
Normalno ljudsko vidno polje obuhvaća približno 60 stupnjeva nazalno (u smjeru nosa ili prema nosu) u svakom oku, za 100 stupnjeva temporalno (dalje od nosa ili izvan), i približno 60 stupnjeva iznad i 75 ispod horizontalne linije. U Velikoj Britaniji minimalna vrijednost vidnog polja potrebna za vožnju iznosi 60 stupnjeva sa svake strane okomite linije, i 20 stupnjeva iznad i ispod horizontalne linije. Makula odgovara za centralnih 13 stupnjeva vidnog polja; a fovea za centralna 3 stupnja.

### Mjerenje vidnog polja
Vidno polje se mjeri aparatom za određivanje vidnog polja. Mjerenje se može provoditi u pokretu, gdje se točke svjetla pomiču prema unutra, dok ih promatrač ne uoči, ili pak mjerenje može biti statično, što znači da točke svjetla padnu na bijeli ekran te se ispitanik zamoli da stisne prekidač, ako ih vidi. Najčešće korišteni aparat je automatizirani Humphrey Field Analyzer.
Najčešće korišteni test obuhvaća centralnih 24 ili 30 stupnjeva vidnog polja. Većina aparata za određivanje vidnog polja također može određivati vidno polje u cijelosti.

### Gubitak vidnog polja
Gubitak vidnog polja može se pojaviti tijekom bolesti ili poremećaja oka, vidnog živca ili mozga. Općenito, postoje četiri tipa poremećaja vidnog polja:
- Poremećaj visine vidnog polja, gubitak vida ili ispod horizontale – zajedno s abnormalnostima oka;
- Bitemporalna hemianopsija, gubitak vida sa strane (vidi ispod);
- Centralni skotom, gubitak centralnog vida;
- Homonimna hemianopsija, gubitak jedne strane na oba oka – ispad iza optičke hijazme (vidi ispod).

Test konfrontacije, kao i drugi oblici ispitivanja vidnog polja, koriste se za ispitivanje i mjerenje gubitka vidnog polja. Različte neurološke teškoće uzorkuju karakteristične oblike poremećaja vida, što uključuje hemianopsiju (prikazana dolje bez makularnog spajanja), kvadranatanopsija i dr.

### Primjeri ispada vidnog polja
|  |
|  |
|  |
|  |
|  |